# بروكس وليامز
بروكس وليامز (بالإنجليزية: Brooks Williams)‏ هو كاتب أغاني ومغني أمريكي، ولد في 10 نوفمبر 1958 في ستايتسبورو في الولايات المتحدة.

## وصلات خارجية
- الموقع الرسمي
- بروكس وليامز على موقع ميوزك برينز (الإنجليزية)
- بروكس وليامز على موقع أول ميوزيك (الإنجليزية)
- بروكس وليامز على موقع ديسكوغز (الإنجليزية)